# Atlapetes citrinellus
Atlapetes citrinellus là một loài chim trong họ Emberizidae.